# AYA -絢-
AYA‐絢‐（アヤ、9月4日 - ）は、日本の女性歌手である。

2004年から2007年までは、有沢みはる（ありさわ みはる）の名で、コナミのBEMANIから結成された、J-POPボーカルユニットBeForU（およびBeForU NEXT）のメンバーとして活動。

BeForU脱退後の2008年6月より、AYA‐絢‐と改名し、ソロ活動を開始。

ソロ活動の傍ら、2008年から2010年まで『BABY FAZE』とのユニットPinkbeatzのメンバーとして活動。

現在では、歌手の他に舞台出演やタレント等、関東を中心に幅広い活動を行っている。

2014年3月より、成田童夢とアニソンＤＪパフォーマンスユニット『夢組』を組み、歌唱担当を行う。

## 来歴
「BeforU」としての活動については「BeForU」を参照。
- 2004年

7月、コナミ『BEMANIボーカリスト・オーディション2004』のBeForU追加部門で南さやか・外花りさと共に追加メンバーとして合格。

- 2005年

1月、渋谷O-EASTにて、小坂りゆ1stソロライヴ『小坂りゆLIVE2005』にゲスト出演。

2月、アーケードゲーム『GuitarFreaks V』&『DrumMania V』にて、BeForU追加メンバーで構成されたBeForU NEXTのメンバーとして『シナリオ』を発表。

7月、『beatmania IIDX 12 HAPPY SKY』にて、作曲『前田尚紀』・作詞『jun』を迎えた、初ソロ楽曲『I am...』を発表。

　　 同曲はBeForUの収録楽曲が少なくなっている2018年現在も長くプレイされる人気楽曲となっている。
- 2006年

2月、コナミスタイル限定生産にて、BeForUのメンバーとして初参加となるセカンドアルバム『BeForU II』を発売。

　　　　同アルバムに『明石昌夫』がアレンジした『I am...』のフルバージョンが収録。

6月、赤坂Live Factory FUNにて、小坂りゆ公式ファンクラブのライヴイベントにゲスト参加。

　　　　コンシューマーゲーム『ウイニングイレブン』のコンピレーションアルバム『WE LOVE WE』にて、『甲本ヒロト』『清春』と共に『イジワルケイFC』名義で『Step by Step』が収録。

7月、アーケードゲーム『GRAND CROSS』に『I am...』が収録。

8月、芝浦Studio Cube 326にて、メジャーデビュー発表イベントを行う。

　　　　コナミデジタルエンタテインメントから発売されたOVA作品『スカイガールズ』のサウンドトラックにて、『小坂りゆ with"U"』名義で『Can I ｆall in ｌove ｗith "U"?』が収録。

- 2007年

3月、BeForUメンバーのソロ楽曲を集めたミニアルバム『6NOTES』を発売。

　　　　作曲『BABY FAZE』・編曲『明石昌夫』を迎えたソロ楽曲『LUNA+tic FANTASY』を収録。

　　　　5月、BeForUライブツアー　in Zepp名古屋にてソロ楽曲を歌唱。

12月、BeForUを脱退。

- 2008年

6月、芸名を『AYA‐絢‐』に変えてフリーでのソロ活動が発表された。

　　　　最初の活動はユニット『Pinkbeatz』への参加。

- 2009年

12月、BlitzProject第1回企画『Welcomehome ルナ』レイ役で舞台初出演。

- 2010年

6月、Pinkbeatz解散を発表。

7月、けしすたじおの『k-shi』と共に、ニコニコ生放送『けしすたくっきんぐ！？』を開始。

　　　　『sasakure.UK』や『桜井零士』などがゲスト訪問。

　　　　ニコニコミュニティを開設し、生放送なども行う。

- 2011年

5月、FPアドバンス第1回企画『極楽とんぼの終わらない明日』アスカ役で舞台出演。

　　　　『けしすたクッキング！？』終了。

7月、LMPプロモーション（のちに「マイクス・プロ株式会社」へと社名変更）への所属を発表。

　　　　アニメイベントへの出演など積極的に音楽活動を行う。

- 2014年

3月、成田童夢とユニット「夢組」を組む。

- 2015年

4月、町田非公式キャラクター『町田まどか』のイメージソングを担当。町田に関するイベントなどに参加をし、FC町田の応援ソングも歌う。
7月、上記の成田童夢とのユニットより派生した新ユニットぴゅあぎぃーくを同事務所の黒元貴・涼城えみ・スローる・ERiと結成。

9月、ぴゅあぎぃーくとしてシングル「ぎぃーく＃UTA＃」を発表。同年12月頃、ぴゅあぎぃーくを卒業、同時に所属事務所ホームページからも名前が削除された。
- 2016年

3月、TBS系『マツコの知らない世界』の『体感ゲームの世界』編にて『GITADORA』のスゴ腕プレーヤーとして出演。
- 2017年

4月、タカラトミーアーツから稼働しているアーケードゲーム『僕のヒーローアカデミア　激突！ヒーローズバトル』の主題歌を担当。ジャンプフェスタなど大型イベントに出演。
- 2019年

8月、Nintendo Switch『侍スピリッツＳ 真田獣勇士伝』の主題歌を担当。

## 主な楽曲
BeForUの楽曲はBeForUを参照
- I am...（『beatmania IIDX 12 HAPPY SKY』収録）
- LUNA+tic FANTASY（ミニアルバム「6NOTES」収録）
- Free Falcon（Pinkbeatz 1stアルバム「SUPER VIRGIN」収録）
- Dragon Heart（Pinkbeatz 1stアルバム「SUPER VIRGIN」収録）
- you're FIREWORKS!!（Pinkbeatz 1stアルバム「SUPER VIRGIN」収録）
- スーパー・モデル（Pinkbeatz 1stアルバム「SUPER VIRGIN」収録）
- moonlight destiny（Pinkbeatz 1stアルバム「SUPER VIRGIN」収録）
- 恋人より、せつない（Pinkbeatz 1stアルバム「SUPER VIRGIN」収録）
- 睡恋（Pinkbeatz 1stアルバム「SUPER VIRGIN」収録）
- タイムカプセル（Pinkbeatz 1stアルバム「SUPER VIRGIN」収録）
- 人魚のmiss（Pinkbeatz 1stアルバム「SUPER VIRGIN」収録）
- Lovely GAME（Pinkbeatz 1stアルバム「SUPER VIRGIN」収録）
- ticket to the WONDERLAND（Pinkbeatz 1stアルバム「SUPER VIRGIN」収録）